# Xã Courtois, Quận Crawford, Missouri
Xã Courtois (tiếng Anh: Courtois Township) là một xã thuộc quận Crawford, tiểu bang Missouri, Hoa Kỳ. Năm 2010, dân số của xã này là 1.300 người.